# Kanton Guichen
Kanton Guichen (francouzsky Canton de Guichen) je francouzský kanton v departementu Ille-et-Vilaine v regionu Bretaň. Tvoří ho osm obcí.

## Obce kantonu
- Baulon
- Bourg-des-Comptes
- Goven
- Guichen
- Guignen
- Laillé
- Lassy
- Saint-Senoux